# Специальные премии Джиро д’Италия
Специальные премии Джиро д’Италия (итал. Premi speciali del Giro d'Italia) — награды, которыми отмечают отдельных гонщиков или команды за особые заслуги в отдельных изданиях Джиро д’Италия. Эти премии идут в дополнение к основным маечным номинациям.

## Trofeo Bonacossa
Трофей Бонакосса (итал. Trofeo Bonacossa), названный в честь Альберто Бонакосса, присуждается жюри состоящим из журналистов, самому атакующему гонщику Джиро.
- 1989 —  Флавио Гиппони
- 1990 —  Джанни Буньо
- 1991 —  Франко Кьоччиоли
- 1992 —  Мигель Индурайн
- 1993 —  Клаудио Кьяппуччи
- 1994 —  Марко Пантани
- 1995 —  Мариано Пикколи
- 1996 —  Энрико Заина
- 1997 —  Иван Готти
- 1998 —  Марко Пантани
- 1999 —  Паоло Савольделли
- 2000 —  Франческо Касагранде
- 2001 —  Марио Чиполлини
- 2002 —  Марио Чиполлини
- 2003 —  Алессандро Петакки
- 2004 —  Дамиано Кунего
- 2005 —  Иван Бассо
- 2006 —  Иван Бассо
- 2007 —  Джильберто Симони
- 2008 —  Эмануэле Селла
- 2009 —  Карлос Састре
- 2010 —  Кэдел Эванс[4]
- 2011 —  Team Leopard-Trek[5]
- 2012 —  Марк Кавендиш
- 2013 —  Джованни Висконти
- 2014 —  Фабио Ару
- 2015 —  Филипп Жилбер
- 2016 —  Эстебан Чавес

## Trofeo Vincenzo Torriani
Трофей Винченцо Торриани (итал. Trofeo Vincenzo Torriani), созданный в 1996 году после смерти известного организатора Джиро Винченцо Торриани, вручается победителю этапа, на котором разыгрывалась Cima Coppi.
- 1996 —  Иван Готти
- 1997 —  Хосе Луис Рубьера
- 1998 —  Джузеппе Гуерини
- 1999 —  Роберто Эрас
- 2000 —  Джильберто Симони
- 2002 —  Хулио Альберто Перес
- 2003 —  Дарио Фриго
- 2004 —  Дамиано Кунего
- 2005 —  Иван Парра
- 2006 —  Иван Бассо
- 2007 —  Данило Ди Лука
- 2008 —  Эмануэле Селла
- 2009 —  Денис Меньшов
- 2010 —  Йохан Чоп
- 2011 —  Микель Ниеве
- 2012 —  Томас Де Гендт
- 2013 —  Винченцо Нибали
- 2014 —  Наиро Кинтана
- 2015 —  Фабио Ару
- 2016 —  Микеле Скарпони
- 2017 —  Винченцо Нибали

## Premio Fuga Pinarello
Премия Фуга Пинарелло (итал. Premio Fuga Pinarello), ранее называвшаяся Fuga Piaggio (2002-2006), Fuga Gilera (2007), Fuga Cervelo (2008-2012), вручается гонщику дольше остальных находившемуся в отрывах в течение всей Джиро. Очки начисляются за каждый пройденный километр в лидирующей группе отрыва, состоящей менее чем из 10 человек, и продержавшемуся не менее 5 километров на этапе. С 2013 года она посвящена памяти Чезаре Пинарелло, который умер 2 августа 2012 года.
- 2002 —  Mariano Piccolo
- 2003 —  Costantino Zaballa
- 2004 —  Даниэль Риджи
- 2005 —  Свен Краусс
- 2006 —  Christophe Edaleine
- 2007 —  Михаил Игнатьев
- 2008 —  Фортунато Балиани
- 2009 —  Мауро Факки
- 2010 —  Жером Пино
- 2011 —  Ярослав Попович
- 2012 —  Оливье Кайсен
- 2013 —  Рафаэль Адриато
- 2014 —  Андреа Феди
- 2015 —  Марко Бандьера
- 2016 —  Даниэль Осс

## Premio Azzurri d'Italia
Премия Адзурри д’Италия (итал. Premio Azzurri d'Italia) вручается Associazione Italiana Atleti Azzurri d'Italia, почётным президентом которой был Фьоренцо Маньи, трёхкратный победитель Джиро. Регламент премии основан на порядке финиширования, однако очки присуждаются только первым трём гонщикам каждого этапа (4, 2 и 1 очко) и близок к традиционной очковой классификации.
Хосе Рухано стал победителем Azzurri d'Italia в 2011 года после допинговой дисквалификации Альберто Контадора. Тем не менее после допинговой дисквалификации Алессандро Петакки и Данило Ди Лука в 2007 и 2009 соответственно премия не передавалась второму призёру (осталась без победителя).
- 2001 —  Марио Чиполлини
- 2002 —  Марио Чиполлини
- 2003 —  Джильберто Симони
- 2004 —  Алессандро Петакки
- 2005 —  Алессандро Петакки
- 2006 —  Иван Бассо
- 2007 —  Алессандро Петакки
- 2008 —  Даниэле Беннати
- 2009 —  Данило Ди Лука
- 2010 —  Кэдел Эванс
- 2011 —  Хосе Рухано
- 2012 —  Марк Кавендиш
- 2013 —  Марк Кавендиш
- 2014 —  Насер Буханни
- 2015 —  Микель Ланда
- 2016 —  Микеле Скарпони